# USS Texas (SSN-775)
O USS Texas é um submarino nuclear de ataque operado pela Marinha dos Estados Unidos e a segunda embarcação da Classe Virginia. Sua construção começou em julho de 2002 nos estaleiros da Newport News Shipbuilding na Virgínia e foi lançado ao mar em abril de 2005, sendo comissionado na frota norte-americana em setembro do ano seguinte. É armado com doze lançadores verticais de mísseis e quatro tubos de torpedo de 533 milímetros, tem um deslocamento submerso de quase oito mil toneladas e alcança uma velocidade máxima de 32 nós submerso.